# Georges Detreille

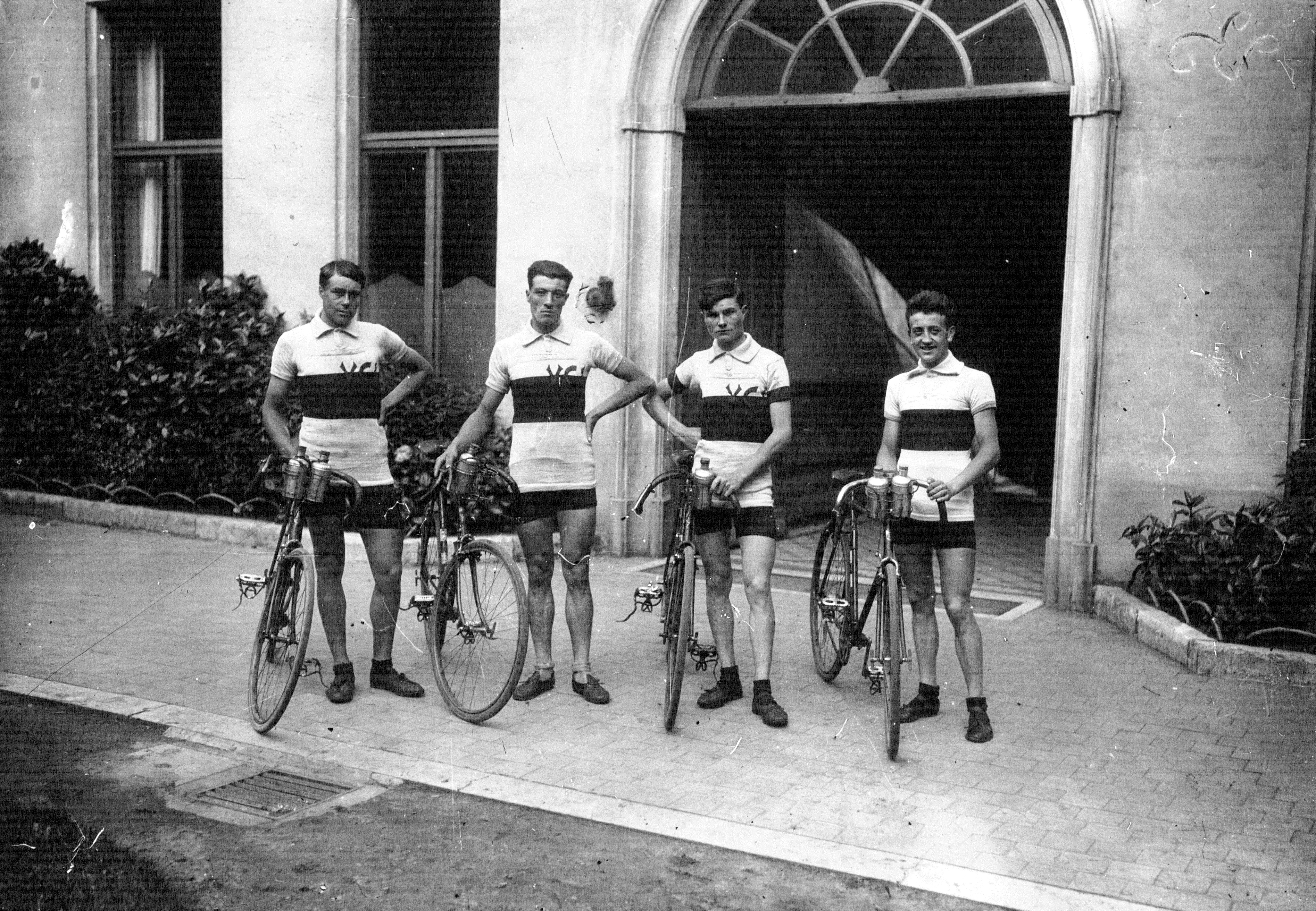
Jocs Olímcpics d'Anvers. Equip francès després de guanyar la Contrarellotge per equips. D'esquerra a dreta Canteloube, Detreille, Souchard i Gobillot

Georges Detreille (Bourg-en-Bresse, 8 de setembre de 1893 - Ars-sur-Formans, 13 de maig de 1957) va ser un ciclista francès que four professional entre 1921 i 1926.
Abans de passar al professionalisme va prendre part en els Jocs Olímpics d'Anvers de 1920, en què guanyà una medalla d'or en la contrarellotge per equips, formant equip amb Achille Souchard, Fernand Canteloube i Marcel Gobillot. També va córrer la contrarellotge individual, que acabà en sisena posició.
Com a professional va disputar el Tour de França de 1926.

## Palmarès
- 1920
  -  Medalla d'or als Jocs Olímpics en la CRE
  - 1r a la Paris-La Flèche

### Resultats al Tour de França
- 1926. 19è de la classificació general